# Appenrode
Appenrode is een  dorp in de Duitse gemeente Ellrich in het Landkreis Nordhausen in Thüringen. Het dorp wordt vermeld in een oorkonde uit 1190. Tot 1994 was het een zelfstandige gemeente. 